# Tommy Swerdlow
Tommy Swerdlow (* 1962) je americký herec a scenárista. Hrál například ve filmech Kačer Howard (1986) a Spaceballs (1987) a je spoluautorem scénářů k filmům Kokosy na sněhu (1993), Malí obři (1994) a Sněžní psi (2002). Jako režisér debutoval v roce 2017 filmem A Thousand Junkies. Napsal také scénář životopisného filmu o životě Matisyahua s názvem King Without a Crown.

## Filmografie

### Herecká
| Rok  | Název              |
| ---- | ------------------ |
| 1984 | The Wild Life      |
| 1985 | Skutečný génius    |
| 1986 | Kačer Howard       |
| 1987 | Spaceballs         |
| 1987 | Hamburger Hill     |
| 1988 | Dětská hra         |
| 1988 | Blueberry Hill     |
| 2017 | A Thousand Junkies |

### Scenáristická
| Rok  | Název                           |
| ---- | ------------------------------- |
| 1993 | Kokosy na sněhu                 |
| 1994 | Malí obři                       |
| 1995 | Zmatkář                         |
| 2002 | Sněžní psi                      |
| 2017 | A Thousand Junkies              |
| 2018 | Grinch                          |
| 2022 | Kocour v botách: Poslední přání |

### Režisérská
| Rok  | Název              |
| ---- | ------------------ |
| 2017 | A Thousand Junkies |